# Матч, Джордон
Джордон Джеймс Эдвард Сидни Матч (англ. Jordon James Edward Sydney Mutch; 2 декабря 1991, Алвастон, Англия) — английский футболист, полузащитник клуба «Кроли Таун».

## Карьера

### Клубная
Родился в Алвастоне, Дерби. Занимался футболом в системе клуба «Дерби Каунти».
Летом 2007 года стал игроком «Бирмингем Сити». Дебютировал за основную команду 26 августа 2008 года во 2-м раунде Кубка Лиги против «Саутгемптона». «Бирмингем» проиграл со счётом 0:2. Сезон 2009/10 провёл в арендах. Первую половину сезона играл во Второй лиге (4-й дивизион) за «Херефорд Юнайтед». Провёл 3 матча. Во второй половине сезона выступал в Чемпионшипе (2-й дивизион) за «Донкастер Роверс». Сыграл 17 матчей, забил 2 гола. Первую половину сезона 2010/11 провёл в аренде в «Уотфорде», выступающем в Чемпионшипе. Сыграл 23 матча, забил 5 голов. Во второй половине сезона провёл 3 матча за «Бирмингем» в Премьер-лиге. Команда заняла 18-е место и вылетела из высшего дивизиона английского футбола. В сезоне 2011/12 играл за бирмингемцев в Чемпионшипе.
Летом 2012 года перешёл в другой клуб Чемпионшипа — «Кардифф Сити». В первом сезоне провёл за команду 22 игры в рамках чемпионата. Клуб стал чемпионом и вышел в Премьер-лигу. В сезоне 2013/14 провёл в чемпионате 35 игр и забил 7 голов. «Кардифф» занял последнее, 20-е, место и вернулся в Чемпионшип.
Летом 2014 года подписал контракт с «Куинз Парк Рейнджерс». Провёл всего 9 игр в чемпионате и зимой покинул команду.
В начале 2015 года перешёл в «Кристал Пэлас». Сыграл 7 матчей в Премьер-лиге во второй половине сезона 2014/2015. В сезоне 2015/2016 сыграл 20 матчей в чемпионате. В январе 2017 года был отдан в аренду в «Рединг» до конца сезона. Сыграл за клуб 9 матчей и забил 1 гол в чемпионате.
В марте 2018 года отправился в аренду в клуб MLS «Ванкувер Уайткэпс» до конца 2018 года. Сыграл 18 матчей и забил 2 гола в MLS. В феврале 2019 года перешёл в южнокорейский «Кённам».
24 февраля 2020 года подписал контракт с клубом чемпионата Норвегии «Олесунн». В июне, незадолго до начала сезона, получил травму и 22 сентября покинул клуб по взаимному согласию сторон.
5 января 2021 года подписал шестимесячный контракт с клубом австралийской Эй-лиги «Уэстерн Сидней Уондерерс», где воссоединился с бывшим тренером «Ванкувер Уайткэпс» Карлом Робинсоном.

### В сборной
28 марта 2011 года провёл матч за молодёжную сборную Англии против сборной Исландии. Англичане проиграли со счётом 1:2.

## Достижения
«Кардифф Сити»
- Чемпион Англии (Чемпионшип): 2012/13.